# Застава М91
Застава М91 је полуаутоматска снајперска пушка заснована на калашњиковом принципу.

## Историја
"Средњи" метак Јелизарова и Семинима није одговарао тактичко-техничким захтјевима снајпера, па су домаћи конструктори овај тип оружја развијали за стару муницију 7,92х57мм. Дисконтинуитет у калибру домаћег снајперског оружја представља једино полуаутоматска пушка М91, што је значило а се након пола вијека враћа стари руски метак 7,62х54 mmR 1908/1930. Домаћи снајпер 7,92 М76, представљао је лакше рјешење јер се базирао на муницији са жлијебом. На њему је је задржано рјешење аутоматске пушке М70 прилагођено специфичним техничко-тактичким захтјевима за прецизно оружје, те захтјевима који су произлазили из импулса метка 7,92х57мм. Највећа је пажња усмјерена на барутне гасове и конструкцију цијеви. Код стандардних пушака, дио гасова, који је потискивао клип, напуштао је канал цијеви након проласка зрна преко базе отвора гасне коморе. У цијеви би дошло да наглог пада притиска, иако се зрно још кретало каналом. Код стандардног стрељачког оружја овај губитак је занемарљив, али код снајперске пушке, утицао је на прецизност. Одвод гасова у регулатор требало је одгодити све док зрно потпуно не напусти цијев (критично вријеме одлагања је било 0,5 милисекунди). Конструкцију саме цијеви, односно, коничност је требало прилагодити кривој притисака. Након више хиљада мјерења установљено је да оптимална коничност износи свега 0,01 милиметар. Коначно, у гасну комору уграђен је регулатор гасова. Имао је три отвора различитих пречника и три "прозора" обиљеженима бројевима "1", "2", "3" (према величини пречника). Постављањем регулатора у одређени положај, регулисала се количина протока гасова. Положај "2" се користио при нормалној температури, положај "1" за вријеме високих температура, а "3" до испаљења првих 300 метака.

## Карактеристике
Цијев ове пушке је настала методом хладног ковања, а унутрашњост је хромирана. Код ове пушке, конструкција чахуре диктирала је додатне захтјеве; морала се мијењати конфигурација чела лежишта метка и ријешити проблем  избацивања чахура. "Заставин" тим предвођен Маринком Петровићем и Јованом Малешевићем ријешио је све проблеме. За М91 је израђен пригушивач звука, који ниво буке умањује за 12 децибела. Ергономија кундака пружа безбедан и угодан положај стријелца током гађања. Механички нишан са трицијумским цјевчицама омогућавају нишањење при слабој видљивости.